# Dave Winfield
David Mark "Dave" Winfield é um ex-jogador profissional de beisebol norte-americano.

## Carreira
Dave Winfield foi campeão da World Series 1992 jogando pelo Toronto Blue Jays. Na série de partidas decisiva, sua equipe venceu o Atlanta Braves por 4 jogos a 2.